# 黑斑瓦鲽
黑斑瓦鲽（学名：Poecilopsetta colorata）为輻鰭魚綱鰈形目鰈亞目瓦鲽科瓦鲽属的鱼类。分布于西达印度、南达印度尼西亚以及海南岛东及香港南海区等，属于热带底层海鱼，棲息深度214-800公尺，體長可達17公分，生活習性不明，以底棲生物為食，罕見。该物种的模式产地在卡伊群岛岛。